# Josef Suchánek
Josef Suchánek (ur. 15 stycznia 1963 w Ostrawie) – czeski samorządowiec, od 2020 roku hetman kraju ołomunieckiego.        

## Życiorys
Uczęszczał do gimnazjum w Ostrawie. Ukończył studia z zakresu inżynierii cieplnej na Uniwersytecie Technicznym w Ostrawie, a następnie również podyplomowe studia z grafiki komputerowej na Politechnice Czeskiej w Pradze. Pracował na stanowiska kierowniczych m.in. w firmach Makro ČR i Vltava Stores. Przez pięć lat pełnił funkcję dyrektora administracyjnego Domów Studenckich i Stołówek Uniwersytetu Palackiego.

### Działalność polityczna
W 2018 roku dołączył do Burmistrzów i Niezależnych (STAN). Został także członkiem zarządu tejże partii. W wyborach do rad gmin w tym samym roku został wybrany radnym Ołomuńca. W wyborach regionalnych w 2020 roku był liderem listy STAN. Uzyskał mandat radnego kraju ołomunieckiego otrzymując 1507 głosów. 30 października tego samego roku rada wybrała go hetmanem kraju. W wyborach do rad gmin w 2022 roku bezskutecznie ubiegał się o mandat radnego Ołomuńca.